# ほしの智世
ほしの 智世（ほしの ともよ、1991年6月17日 - ）は、日本のタレント。本名、星野 智世。
栃木県出身。P.B.B.に所属していた。

## 人物・来歴
日本芸術高等学園卒業。
所属事務所はBLUE ROSE→フェイスネットワークを経て、2008年から芸名を本名からほしの智世に改めてP.B.B.に移籍した。
芸能人女子フットサルチーム「TEAM SPAZIO」の元メンバーで、チームは2008年4月に解散している。
2007年、第3回「sabraブロガール選手権」に出場。
2008年、「現役女子高生グラビア」出演、女子高生グラドルとして人気急上昇。
キングオブコント2010に、「中央線1駅違い」という名前の男女コンビで出場。
趣味は散歩、香水集め、整理整頓。

## DVD
- ときめき課外授業 （2007年6月15日、イーネットフロンティア）
- Angel Kiss〜きみがほし〜の〜（2009年10月22日、イーネットフロンティア）

## 出演

### 映画
- エッチを狙え!－イヌネコ。（2009年、ビデオプランニング）- ルリ子 役

### PV
- 矢島美容室「ニホンノミカタ〜ネバタカラキマシタ〜」女子高生役